# Mindre epålettrupial
Mindre epålettrupial (Icterus pyrrhopterus) är en fågel i familjen trupialer inom ordningen tättingar.

## Utseende och läte
Mindre epålettrupial är en slank fågel med lång stjärt och rak näbb. Fjäderdräkten är helsvart förutom på skuldrorna och "låren" som kan vara kastanjebruna eller gula respektive gula eller svarta beroende på underart. Den snabba och varierade sången kan innehålla härmningar från andra fågelarter.

## Utbredning och systematik
Mindre epålettrupial delas in i fyra arter i två grupper med följande utbredning:
- Icterus pyrrhopterus tibialis – östra Brasilien (Maranhão till Piauí, Pernambuco, Bahia och Rio de Janeiro)
- pyrrhopterus-gruppen
  - Icterus pyrrhopterus pyrrhopterus – sydöstra Bolivia till Paraguay, sydöstra Brasilien, Uruguay och norra Argentina
  - Icterus pyrrhopterus valenciobuenoi – sydöstra Brasilien (södra Goiás till Minas Gerais, São Paulo och sydöstra Mato Grosso)
  - Icterus pyrrhopterus periporphyrus – nordöstra Bolivia och närliggande västra Brasilien (västcentrala Mato Grosso)

Tidigare betraktades mindre epålettrupial och större epålettrupial (I. cayanensis) som en och samma art, med det svenska namnet epålettrupial.

## Levnadssätt
Mindre epålettrupial hittas i kanter av fuktig skog, i beskogad savann samt i stadsparker och trädgårdar. Utanför häckningstid kan den ses i artblandade flockar.

## Status
Arten har ett stort utbredningsområde och beståndet anses stabilt. Internationella naturvårdsunionen IUCN listar den därför som livskraftig (LC).